# Denis Mukwege
Denis Mukwege, né le 1er mars 1955 à Bukavu (alors au Congo belge), est un gynécologue et militant des droits de l'homme kino-congolais, ainsi qu'un pasteur chrétien évangélique pentecôtiste.
Surnommé « l'homme qui répare les femmes », il a reçu de nombreuses distinctions pour son engagement contre les mutilations génitales pratiquées sur les femmes en république démocratique du Congo, dont le prix Sakharov en 2014 et le prix Nobel de la paix en 2018.

## Biographie

### Origines et études
Fils d'un pasteur pentecôtiste,, Denis Mukwege effectue ses études primaires à l'athénée royal de Bukavu, puis poursuit ses études secondaires à l'institut Bwindi de Bukavu dans la province du Sud Kivu en RDC, où il obtient un diplôme en biochimie en 1974. Après deux années passées à la faculté polytechnique de l'université de Kinshasa (UNIKIN), il trouve sa voie en s'inscrivant, en 1976, à la faculté de médecine du Burundi.
Son diplôme de médecin obtenu en 1983, il fait ses premiers pas professionnels à l'hôpital de Lemera, situé au sud de Bukavu. En 1984, il obtient une bourse de la Swedish Pentecostal Mission pour suivre une spécialisation en gynécologie à l'université d'Angers, en France. Il fonde avec un Angevin l'association France-Kivu pour aider sa région d'origine.
Le 24 septembre 2015, il devient docteur en sciences médicales à l'université libre de Bruxelles après avoir soutenu une thèse intitulée Étiologie, classification et traitement des fistules traumatiques uro-génitales et génito-digestives basses dans l’Est de la RDC.

### Carrière et engagement

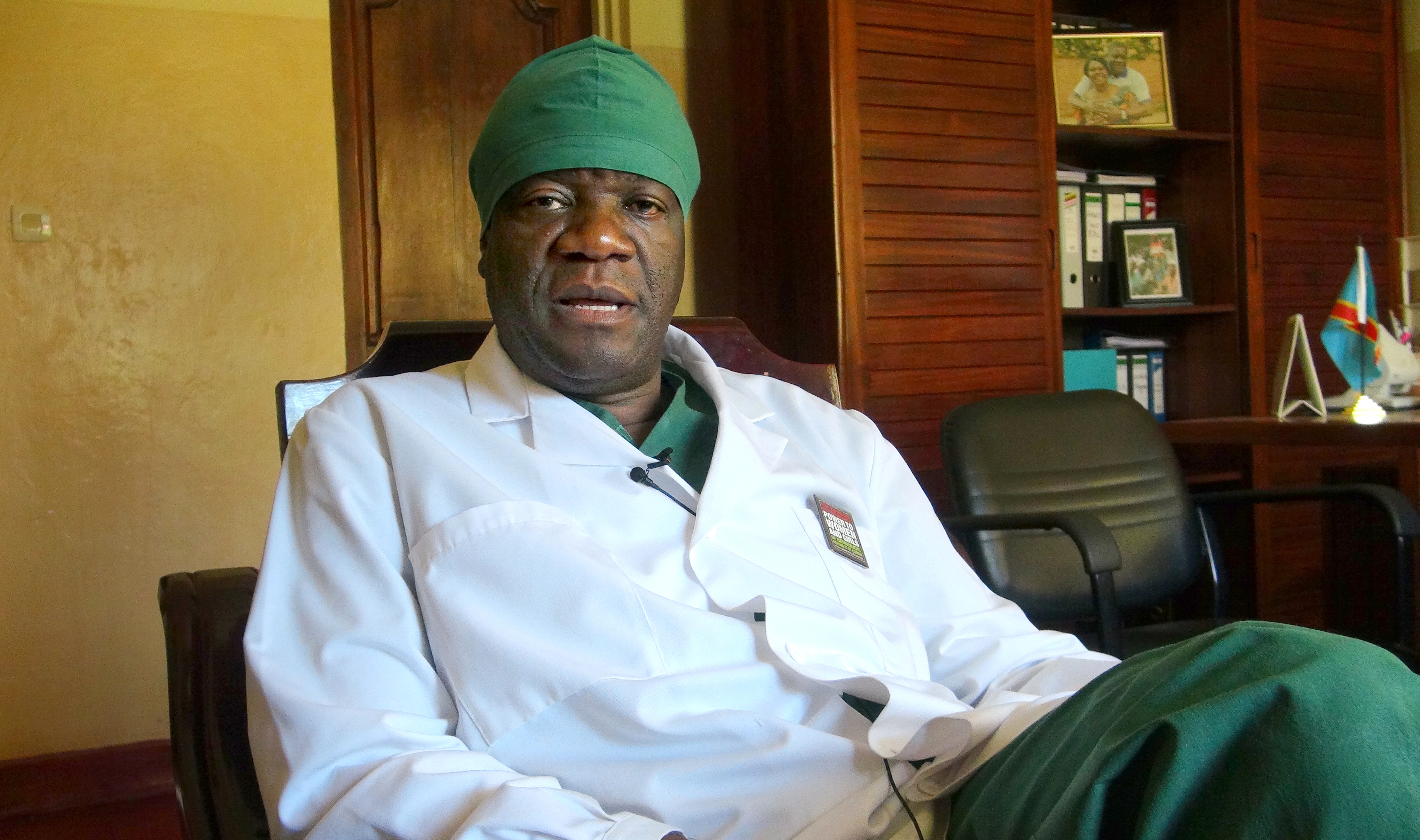
Le docteur Denis Mukwege dans son bureau de l'hôpital de Panzi en 2013.

En 1989, il choisit de retourner au Congo (alors appelé République du Zaïre) pour s'occuper de l'hôpital de Lemera, dont il devint médecin directeur.
En 1996, alors qu'il évacuait un malade vers Bukavu, il y eut l'attaque de Lemera par des rebelles. L'hôpital fut saccagé, une trentaine de malades et membres du personnel furent massacrés. Mukwege échappa ainsi à la mort. Les rebelles approchant la ville de Bukavu, il partit en exil à Naïrobi, au Kenya. C'était le début de la première guerre du Congo. Après une accalmie, il décide de retourner au Congo. Avec l'aide du PMU (Pingstmissionens Utvecklingssamarbete, association caritative suédoise), il y fonde l'hôpital de Panzi à Bukavu. Il se voit alors confronté à des cas de viols avec extrême violence et à des mutilations génitales faites aux femmes. Dans une région où le viol collectif est utilisé comme arme de guerre, il se spécialise dans une prise en charge médicale des femmes victimes de ces agressions sexuelles. Profondément marqué par ces violences croissantes et toujours plus atroces, il décide de faire connaître aux dirigeants congolais, puis au monde la barbarie dont sont victimes les femmes dans la région du Kivu, dans l'est de la république démocratique du Congo, et d'agir pour leur venir en aide. Au constat d'une dévastation dépassant une thérapie médicale, il crée la Fondation Panzi (2008), afin d'assurer une prise en charge holistique consistant à accompagner la prise en charge médicale d'une prise en charge psychologique, d'une réinsertion socio-économique de la patiente et d'un accompagnement juridique, un modèle basé sur quatre piliers, appelé "Centre à guichet unique" ou "Modèle de Panzi".
Le 25 octobre 2012, il est victime d’un attentat en plein centre de Bukavu. Ses filles sont tenues otages en attendant son retour à son domicile. Le gardien de sa maison est abattu en s'attaquant aux hommes armés qui voulaient exécuter le Docteur. Après leurs coups de feu, les assassins fuient dans la voiture du Docteur, retrouvée abandonnée le lendemain. Mais grâce à l'intervention des riverains, qui se portent à son secours, il en sort sain et sauf. Il se réfugie alors quelques mois en Belgique puis aux Etats-Unis. Sous un appel croissant de ses patientes, il retourne trois mois plus tard de son exil et reprend son travail à l'hôpital de Panzi, au Congo-Kinshasa où il décide désormais de résider. L'ONU assigne à la protection du Docteur une brigade de sa mission de stabilisation au Congo (MONUSCO)
En 2014, il reçoit du Parlement Européen le Prix Sakharov pour la Liberté de l'Esprit. L'année suivante il engage un plaidoyer auprès du Parlement pour une meilleure régulation de l'importation et consommation européenne des minerais en provenance des zones de conflits de la R.D.C. La Commission Européenne et le Parlement Européen adoptèrent une réglementation à cet égard (Mars 2017).
En 2018, il reçoit le Prix Nobel de la paix avec Nadia Murad, pour leurs efforts pour mettre fin à l'emploi des violences sexuelles en tant qu'arme de guerre. Ensemble, ils ont fondé et fait adopter aux Nations Unies (30 octobre 2019) un Fonds Global pour les Survivant.e.s, permettant d'octroyer des réparations aux concernés, lorsque les Etats ne peuvent ou ne veulent le faire.
En 2020, à l'issue de déclarations menaçantes d'un officier de l'armée rwandaise, l'ONU et l'Union Européenne se mobilisent pour sa sécurité. Le Parlement Européen émet une résolution à cet égard. La protection de la MONUSCO, qui lui avait été retirée à la suite de la pandémie de Covid-19, est restaurée. Le chef de l'Etat de la RDC se dit préoccupé par les menaces et instruit le gouvernement d'assurer sa sécurité et d'ouvrir une enquête. Selon le président, « intimidations, correspondances haineuses et menaces de mort sont le lot quotidien du réparateur des femmes violentées ».
Il vit sous protection par les forces de l'ONU dans l'enceinte de l'hôpital de Panzi, ayant été victime de plusieurs tentatives de meurtres.
Sous un appel de la population, notamment des femmes, qui décident de payer sa caution de candidature, en octobre 2023, Denis Mukwege annonce sa candidature à l'élection présidentielle de 2023,. Dans un climat d'irrégularités et de fraudes, décriées par la population et des observateurs nationaux et internationaux, les élections sont emportées par le président sortant.

### Ministère
En plus de son activité médicale, il officie comme pasteur chrétien évangélique de courant pentecôtiste dans une église de Bukavu (RDC).

## Publications

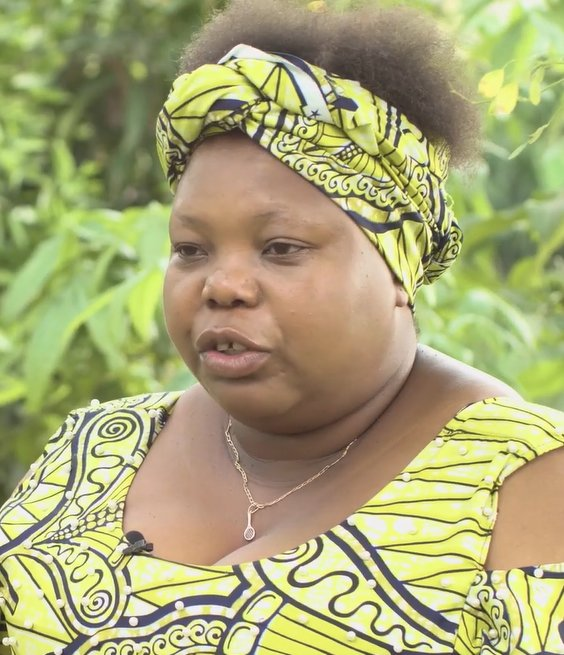
Tatiana Mukanire Bandalire, coordinatrice du Mouvement des survivantes en République démocratique du Congo et patiente du Dr Denis Mukwege, dont il a préfacé le témoignage Au-delà de nos larmes

### Ouvrages publiés
- 2021 : La force des femmes, Gallimard, Paris (ISBN 9782072956157).
- 2020 : Réparer les femmes, un combat contre la barbarie, avec Guy-Bernard Cadière, HarperCollins, coll. Poche  (ISBN 9791033907886).

### Ouvrages préfacés
- 2022 : préface d'Au-delà de nos larmes (livre audio), lu par Guila Clara Kessous, « La Bibliothèque des voix », des femmes-Antoinette Fouque, Paris  (EAN 3328140025057) - Grand Prix Document du livre audio décerné par La Plume de Paon[16].
- 2021 : préface d'Au-delà de nos larmes, Tatiana Mukanire Bandalire, des femmes-Antoinette Fouque, Paris  (ISBN 9782721009210)
- 2015 : préface de l'ouvrage collectif Le viol, une arme de terreur : Dans le sillage du combat du docteur Mukwege, Mardaga  (ISBN 9782804702816).

## Distinctions

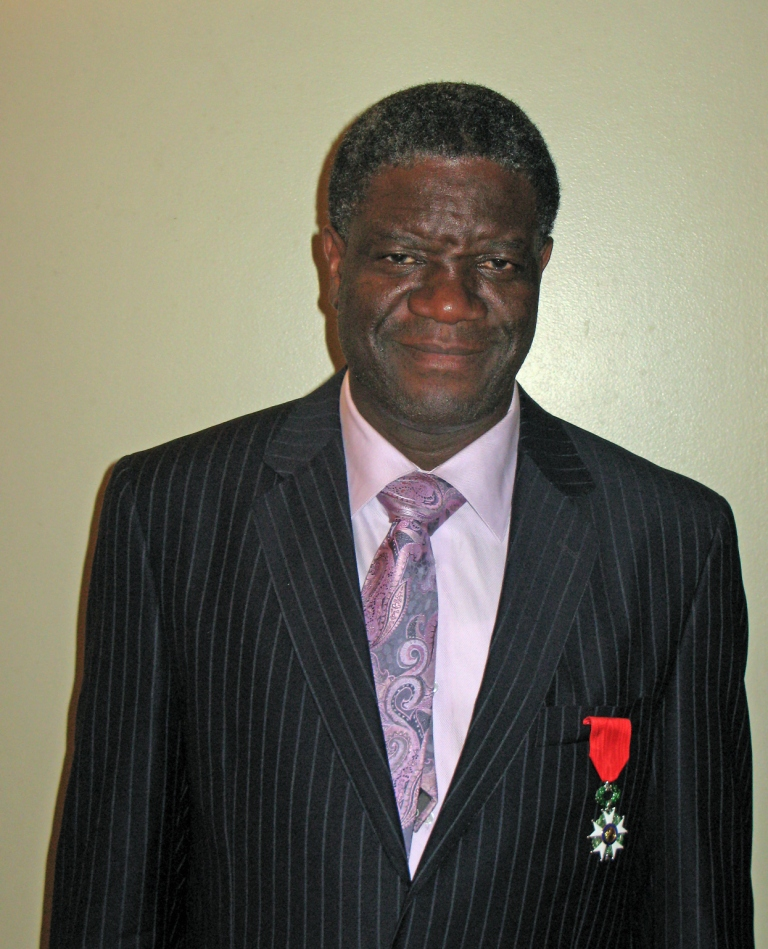
Denis Mukwege portant l'insigne de chevalier de la Légion d'honneur.

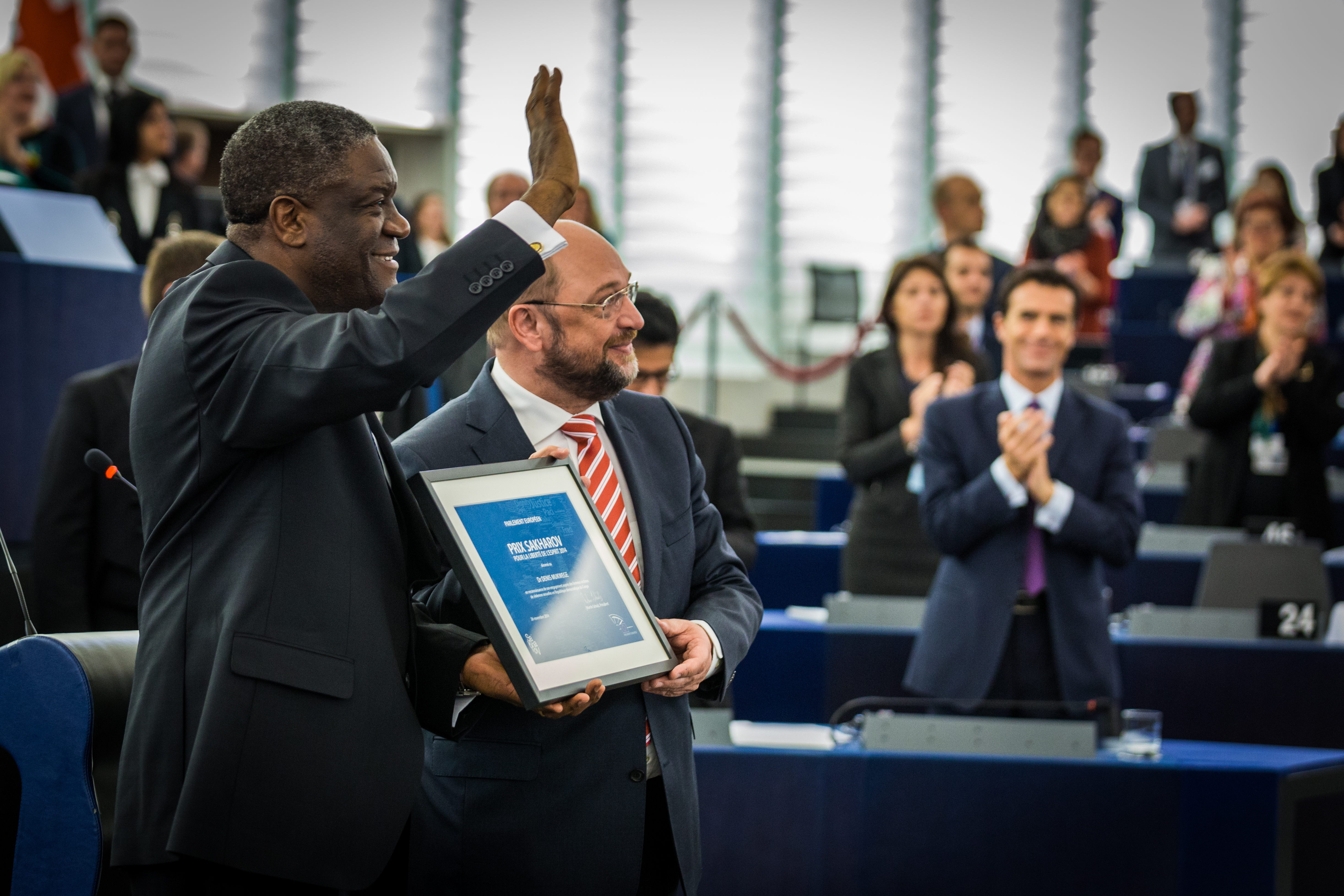
Remise du prix Sakharov 2014 à Denis Mukwege le 26 novembre 2014 au Parlement européen.

### Décorations
- Chevalier de la Légion d'honneur (2009)
- Officier de la Légion d'honneur (2013)

### Prix
- 2007 : prix des Droits de l'homme de la République française[17]
- 2008 :
  - prix Olof Palme[18],[19]
  - prix des droits de l'homme des Nations unies[20]
- 2010 :  Prix Van Heuven Goedhart Penning (Pays-Bas)
- 2011 :
  - Clinton Global Citizen Award (prix de la fondation Clinton)[4],[17]
  - prix Jean-Rey
  - prix international Roi Baudouin pour le développement
  - prix de la paix de la ville d'Ypres
- 2012 :
  - German Media Prize
- 2013 :
  - Grand prix de la fondation Chirac pour la prévention des conflits[21].
  - prix Right Livelihood
  - Prix Human Rights First (Etats-Unis)
  - Prix Civil Courage (Etats-Unis)
- 2014 :
  - Hillary Clinton Award, décerné par le GIWPS (Georgetown Institute for Women, Peace and Security)[17]
  - Inamori Prize for Ethics (Japon – États-Unis)[22]
  - prix Primo Levi (Italie)[23]
  - prix Solidarité du CHU Saint-Pierre et Médecins du Monde (Belgique)[17]
  - prix Sakharov[24], remis au Parlement européen lors d‘une séance solennelle[25]
  - médaille de l'Académie royale des sciences d'outre-mer (Belgique)
  - médaille de l'Ordre de la Chasse du Buffle (Canada)
- 2015 :
  - Prix Champion de la Paix Women for Women International (Etats-Unis)
  - Prix Calouste Gulbenkian (Portugal)
  - Prix Physicians for Human Rights (Etats-Unis)
  - citoyen d'honneur de la ville d'Ath (Belgique)
- 2016 :
  - Citoyen d'Honneur de Woluwé St. Lambert (Belgique)
  - Prix Scandinave pour la Dignité Humaine (Suède)
  - Prix de la Paix de Séoul (Corée du Sud)
  - Prix « Héros pour l'Afrique », accompagné d'un chèque de 100 000 euros, remis au Parlement européen par la Fondation pour l'égalité des chances en Afrique[26]
  - Prix Renfield de l'université de Pennsylvanie (États-Unis), accompagné d'un chèque de 100 000 dollars[27]
  - Prix des Quatre Libertés, décerné par la Fondation Franklin Delano-Roosevelt pour la Liberté de Vivre à l'Abri du Besoin, remis en présence du roi Willem-Alexander des Pays-Bas, de la reine Màxima, et de la princesse Beatrix
  - Prix Héros pour l'Afrique (Belgique)
  - Citoyen d'honneur de la commune de Melun (France) et signature d'une convention de coopération internationale entre la ville de Melun, son hôpital et l’hôpital de Panzi pour des échanges de médecins et l'envoi de matériels et machines médicales à Panzi[28]
- 2017 :
  - prix Grand Témoin de La France Mutualiste, décerné par le Jury Junior pour son livre Plaidoyer pour la vie. Le thème de l'année était : « L'engagement citoyen, héros d'aujourd'hui »
- 2018 : prix Nobel de la paix[a], colauréat avec l'Irakienne Nadia Murad[29]
- 2020 : Citoyen d'Honneur par la Mairie de Paris (France)
- 2021 :
  - Citoyen d'Honneur de la commune de Montpellier Montpellier (France)
  - Citoyen d'Honneur de la commune de Malakoff (France)
  - Prix Bakanja-Kimbangu (R.D. Congo)
- 2022 :
  - Citoyen d'honneur de la commune de Sant'Antimo (Italie)
  - Citoyen d'honneur de la commune de Lille (France)
  - Citoyen d'honneur de la Commune de Cinisello Balsamo (Italie)
  - Citoyen d'honneur de la Commune de Limbiate (Italie)
  - Premier Citoyen d'honneur de la commune de Bayonne[30] (France)
- 2024 :
  - Prix Aurora pour l'Eveil de l'Humanité (Etats-Unis)

### Distinctions universitaires
- 2010 : docteur honoris causa de l'université d'Umeå (Suède).
- 2010 : médaille Wallenberg de l'université du Michigan[31] (Etats-Unis).
- 2014 : docteur honoris causa de l'université catholique de Louvain (UCLouvain), qui met en avant son « anticonformisme porté par des valeurs de liberté, respect et audace »[32].
- 2014 : Docteur Honoris Causa de l'Université de Winnipeg (Manitoba, Canada)
- 2015 : docteur honoris causa de l'université Harvard[33] (Etats-Unis).
- 2015 : Membre d’Honneur du Collège Américain d'Obstetriciens et Gynécologues, (Etats-Unis)
- 2018 : docteur honoris causa de l'université d'Angers[34].
- 2018 : docteur honoris causa de l'université de Liège[35] (ULiège).
- 2019 : docteur honoris causa de l'université de Pennsylvanie[36] (UPenn) (Etats-Unis)
- 2019 : docteur honoris causa de l'université nouvelle de Lisbonne[37] (Nova) (Portugal)
- 2019 : docteur honoris causa de l'Université de Montréal[38] (UdeM) (Canada)
- 2019 : docteur honoris causa de l'Université Protestante au Congo(UPC)
- 2021 : docteur honoris causa de l'Université de Montpellier (UM)
- 2022 : membre honoris causa de l'Académie Nationale de Médecine de France[39]
- 2022 : docteur honoris causa de l'université de Pau et des Pays de l'Adour[40],[30].
- 2022 : docteur honoris causa de l'université Rennes 2[41].
- 2022 : docteur honoris causa de la Faculté universitaire de Théologie protestante de Bruxelles    FUTP[42]
- 2022 : Docteur Honoris Causa de l’Université Federico II, Naples, (Italie)
- 2022 : docteur honoris causa de l'Université de Lubumbashi (RDC).
- 2023 : Docteur Honoris causa de l'Université de Norvège Nord-Est
- 2023 : Docteur Honoris Causa de l'Université York (Toronto, Canada)
- 2023 : Docteur Honoris Causa de Morehouse College (Georgie, Etats-Unis)

### Autres hommages

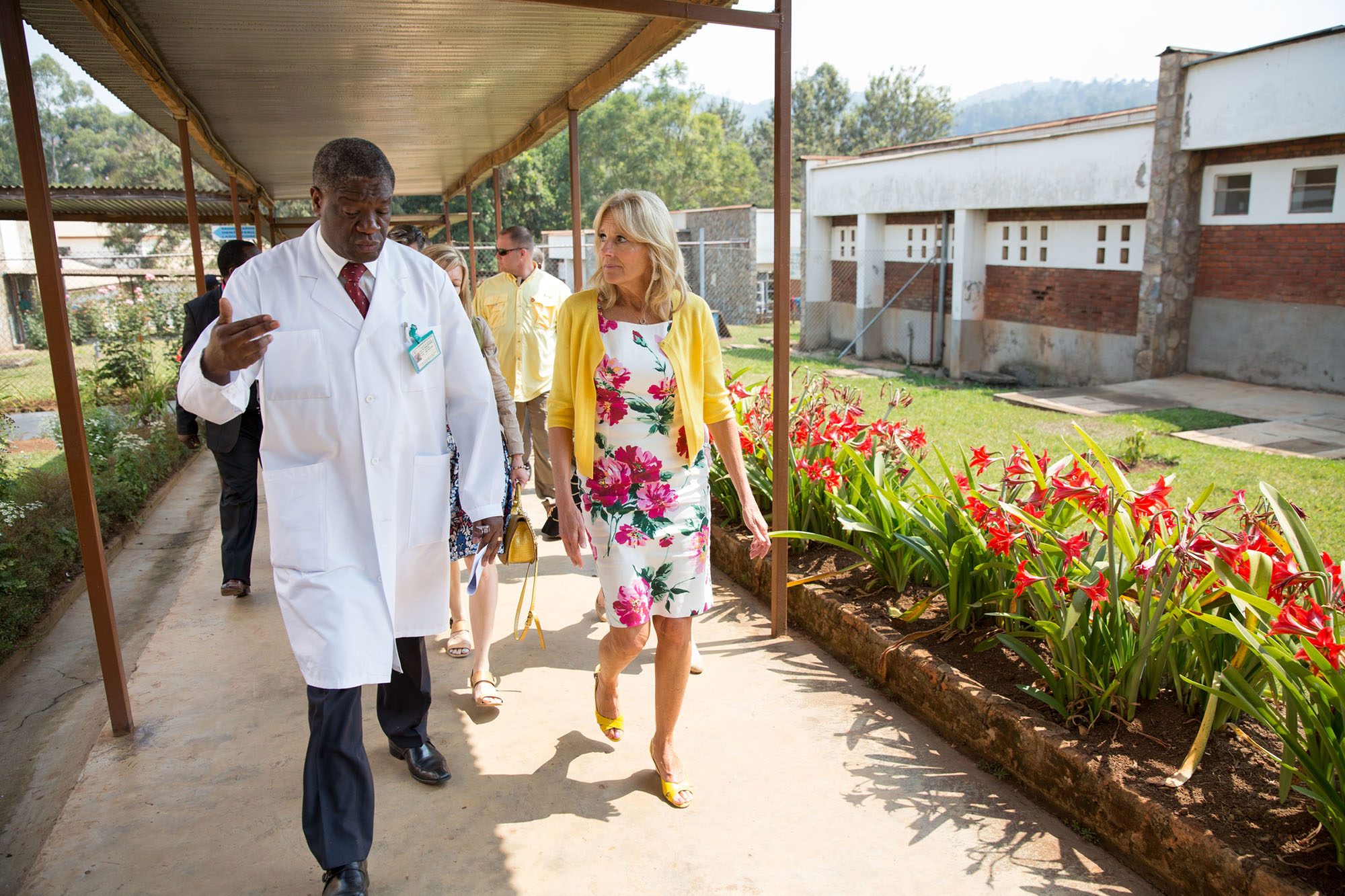
Denis Mukwege aux côtés de Jill Biden, épouse du vice-président des États-Unis Joe Biden, en 2014.

- 2009 : élu « Africain de l'année 2008 » par le journal nigérian Daily Trust[43].
- La promotion 2014-2016 des directeurs d'hôpital de l’École des hautes études en santé publique (Rennes) porte son nom et il en est le parrain[44].
- 2012 : le Groupe de Recherche et d'Information sur la Paix édite le livre L'homme qui répare les femmes[45] de Colette Braeckman. Sa réédition par le GRIP quelques années plus tard sera caractérisée par une nouvelle page de couverture et l'ajout de deux chapitres inédits sur son combat.
- 2016 : 35e personnalité la plus influente du monde en 2016 d'après le magazine Fortune[46].
- 2017 : le rappeur Médine sort un album intitulé Prose Élite dans lequel il lui consacre une chanson : « L'Homme qui répare les femmes »
- 2018 : personnage secondaire de l'album de bande dessinée Kivu de Jean Van Hamme et Christophe Simon (éd. Le Lombard, coll. « Signé »)[47]
- 2018 : le slameur congolais Yekima de Bel'art lui dédie le titre Place Mukwege[48].
- 2023 : La promotion 2023-2026 de l'IFSI (institut de formation en soins infirmiers) de Niort porte son nom.
- 2024 : Karine Giebel fait de lui l'un des personnages de son roman Et chaque fois, mourir un peu.

L'action du docteur Mukwege pour venir en aide aux femmes violées, au moyen des opérations de chirurgie réparatrice qu'il pratique à l'hôpital de Panzi de Bukavu a fait l'objet de deux films documentaires :
- 2014 : Congo, un médecin pour sauver les femmes d'Angèle Diabang[49].
- 2015 : L'Homme qui répare les femmes : La Colère d'Hippocrate de Thierry Michel et Colette Braeckman[50],[51].

### Filmographie
- 2022 : L'Empire du silence, documentaire réalisé par Thierry Michel